# Heinrich Meyring

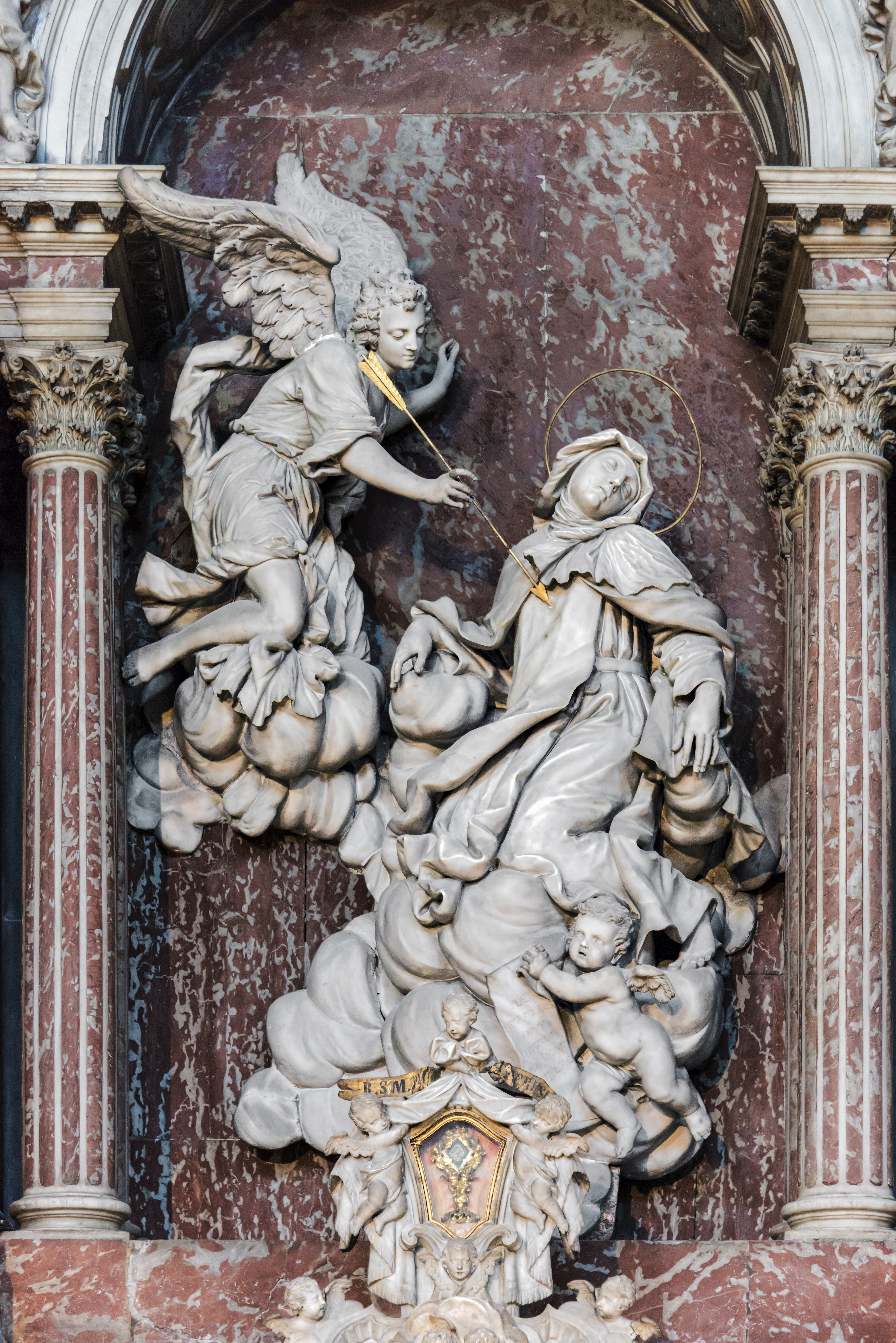
Éxtasis de Santa Teresa (Iglesia de Santa María de Nazareth, Venecia, 1697.

Heinrich Meyring (1628 - 11 de febrero de 1723), fue un escultor alemán, activo en Venecia y en el Véneto. También es conocido por los nombres de Heinrich Meiering, Enrico Merengo o Arrigo Merengo.
Nativo de Westfalia, se le considera como uno de los pupilos del escultor flamenco Josse de Corte (1627-1679). De 1679 a 1714 estuvo activo en Venecia, donde realizó las estatuas de la Anunciación para la Iglesia de Santa Maria Zobenigo.